# Hendrik Karel Lambrecht
Henri-Charles-Camille (Hendrik Karel) Lambrecht (Welden, 26 januari 1848 – Denderleeuw, 2 juli 1889) was de 23ste bisschop van het bisdom Gent (1888-1889). 

## Levensloop
Hij was de zoon van Robert Lambrecht, gemeenteontvanger te Welden, en diens echtgenote Amélie De Vos. Hij groeide op in het landelijk Welden bij Oudenaarde waar hij onderricht volgde in het parochieschooltje.
Na studies aan het college van Oudenaarde en het Sint-Jozef-Klein-Seminarie te Sint-Niklaas, studeerde hij aan het grootseminarie van Gent en aan de Katholieke Universiteit Leuven, waar hij het doctoraat in de theologie (S.T.D.) behaalde. 
Hij werd priester gewijd op 8 april 1871 en werd docent aan de Leuvense universiteit (1875) en vervolgens directeur (1877) en professor aan het grootseminarie van Gent. Hij was tevens kanunnik van het Sint-Baafskapittel en van 1880 tot 1886 vicaris-generaal van het bisdom.
Zijn broer Robert Lambrecht (1838-1877) was eveneens priester. Hij was onder meer secretaris van het bisdom en algemeen directeur Zusters Kindsheid Jesu.

## Bisschop
Op 26 maart 1886 werd hij benoemd tot titulair bisschop van Gerra en coadjutor van het bisdom Gent, hij werd daardoor de opvolger van de hulpbisschop Gustave De Battice (1839-1889), die ontslag nam omwille van een ernstige ziekte. Op 4 april 1886 werd hij bisschop gewijd door kardinaal Petrus Lambertus Goossens, aartsbisschop van Mechelen. Hij was slechts 38 jaar oud.
Op 17 juli 1888 overleed bisschop Hendrik Frans Bracq en werd Lambrecht de 23ste bisschop van Gent. Zijn wapenspreuk was Regnet Christus (Christus heerse).
In tegenstelling tot zijn voorgangers, zocht Mgr. Lambrecht contact met zijn diocesanen.
Als bisschop voelde hij zich enorm aangetrokken tot de arbeidersproblematiek, en dit bracht hem in contact met priester Adolf Daens, voor wiens werk hij respect koesterde. De tijdgenoten keken verrast op toen ze vernamen dat de bisschop ook de volksklassen opzocht en bezoeken bracht aan de werkmanskringen. Het was nodig want er gistte toen heel wat in Gent, mogelijkerwijze de meest geproletariseerde stad van Vlaanderen. Zijn bekommernissen brachten Lambrecht in contact met Arthur Verhaegen, ook wel de rode baron genoemd. Samen vormden ze een tandem die de modernisering van de maatschappelijke werken wilde doorvoeren. Het Gentse Comité van Maatschappelijke Werken kwam maar echt van de grond door toedoen van Mgr. Lambrecht.

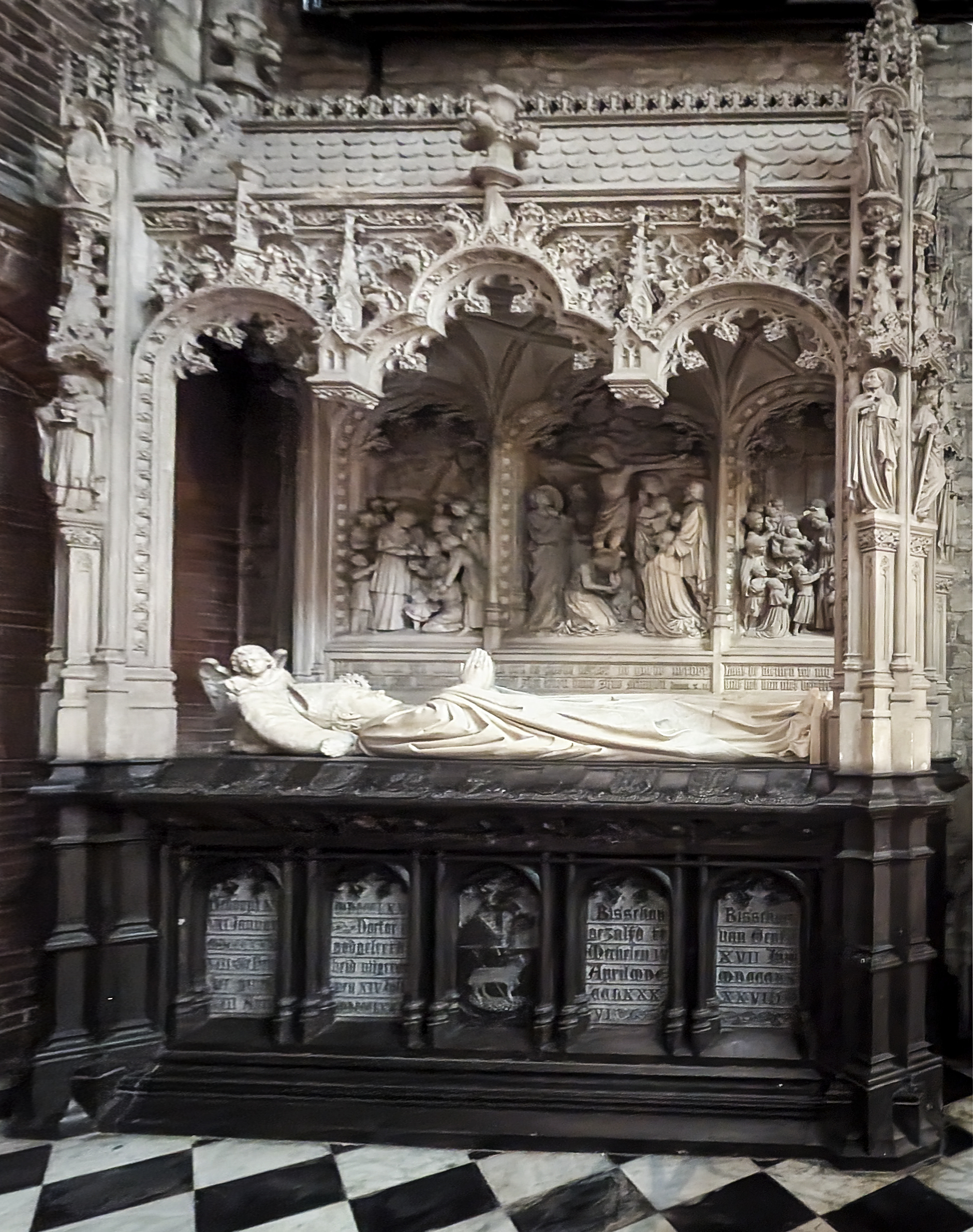
Zijn tombe in de Sint-Baafskathedraal

De kerk en de katholieke elite hadden op het eind van de 19e eeuw maar weinig voeling met de Vlaams-nationalistische kringen. Mgr. Lambrecht was zich hier terdege van bewust en wilde deze groepen weerhouden van afkeer van de kerk. Daarvoor zocht hij o.a. via Jules Lammens aansluiting met de Vlaamse Kiezersbond.
Deze toenadering tot de arbeiders en de Vlaamsgezinden, viel niet bij iedereen in goede aarde.
Waarschijnlijk zou Lambrecht enorm veel hebben kunnen doen op deze gebieden, het noodlot besliste er echter anders over...
Op 21 november 1888 wijdde hij de kapel van de Abdij van Roosenberg van de Zusters Franciscanessen te Waasmunster in. 
In 1889 schonk hij aan de inwoners van de woonwijk Papegem (een wijk van de gemeente Vlierzele), die het jaar ervoor getroffen waren door een tyfusepidemie, een Relikwie van de heilige Macharius. 
Op de website van de parochie Sint-Macharius lezen we hierover:
In december 1888 werd de wijk Papegem zwaar beproefd door de vreselijke tyfus, een ziekte die vele slachtoffers maakte.
In de maand mei 1889 toen Mgr. Lambrecht, bisschop van Gent naar Burst kwam om er het H. Vormsel toe te dienen, woedde de ziekte nog steeds. Na een doortocht in Papegem en de zieken gezegend te hebben, beloofde hij een relikwie van de H.Macharius.
Deze bracht hij in 1889 ter gelegenheid van een volgend bezoek. Ze bevindt zich sedert 120 jaar op het Hof te Papegem.Mgr. Lambrecht vervolgde zijn weg naar Denderleeuw waar hij op 41jarige leeftijd schielijk overleed (2 juli 1889).
Zodra de relikwie te Papegem was rees het idee een kapel te bouwen voor de H. Macharius. De bisschop steunde door een milde gift om de oprichting van de kapel te bevorderen. Deze werd reeds op 10 mei 1891 ingezegend.— Website parochie Sing-Macharius
In het koor van de parochiekerk van Papegem hangt het portret van Mgr. Lambrecht.

Grafkapel bisschop Hendrik Karel Lambrecht op het kerkhof te Welden

Hij overleed op 41-jarige leeftijd, amper één jaar nadat hij bisschop was geworden. Op een vormselreis werd hij ziek en stierf in de pastorie van Denderleeuw. Volgens sommigen werd hij vergiftigd. Zijn parochianen van Welden wilden dat hij tussen hen begraven werd. Een straat werd naar hem genoemd.

### Verering
De charismatische bisschop had bij het volk, en mogelijkerwijze ook bij de katholieke kerk, iets losgemaakt. Bij de herdenkingsmis op 16 juli 1889 in de Sint-Baafskathedraal te Gent leidde tot een massale opkomst. Na zijn dood werd Welden het centrum van zijn verheerlijking. De neoromaanse grafkapel die ter zijner nagedachtenis nadien in 1891 werd opgetrokken op het kerkhof, is hiervan vandaag een stille getuigenis. Niet alleen in Welden, maar ook in de Sint-Baafskathedraal in Gent is er een mooi en rijk versierd praalgraf opgericht ter nagedachtenis van Mgr. Lambrecht. Zijn neogotisch praalgraf werd in de tweede kapel van de St-Baafskathedraal opgericht in 1892. Het beeld van Mgr. Lambrecht in dit praalgraf werd gebeeldhouwd door Remi Rooms (Zaffelare, 1861 - Gent, 1934).
In de deelgemeente Welden bestaat ook een Monseigneur Lambrechtstraat.